# Никострат
Никострат (др.-греч. Νικόστρατος «побеждающий полководец») — персонаж древнегреческой мифологии. Сын Менелая и Елены (либо рожден Еленой от Ареса, по некоторым источникам) Либо сын Менелая от рабыни и не правил. Изображен на троне в Амиклах на одном коне с братом Мегапенфом. Основал город Исты на Крите.